# Campeonato Cearense Série B 2021
In 2021 werd het 33ste Campeonato Cearense Série B gespeeld voor voetbalclubs uit de Braziliaanse staat Ceará. De competitie werd georganiseerd door de FCF en werd gespeeld van 16 juni tot 1 augustus. Maracanã werd kampioen.

## Eindstand
| Plaats | Club       | Wed. | W | G | V | Saldo | Ptn. |
| ------ | ---------- | ---- | - | - | - | ----- | ---- |
| 1.     | Maracanã   | 9    | 6 | 2 | 1 | 14:7  | 20   |
| 2.     | Iguatu     | 9    | 6 | 1 | 2 | 18:6  | 19   |
| 3.     | Horizonte  | 9    | 5 | 2 | 2 | 14:6  | 17   |
| 4.     | Maranguape | 9    | 5 | 2 | 2 | 13:8  | 17   |
| 5.     | Tiradentes | 9    | 4 | 2 | 3 | 10:8  | 14   |
| 6.     | Cariri     | 9    | 3 | 3 | 3 | 10:9  | 12   |
| 7.     | Floresta   | 9    | 2 | 3 | 4 | 8:10  | 9    |
| 8.     | Itapipoca  | 9    | 2 | 2 | 5 | 7:12  | 8    |
| 9.     | União      | 9    | 2 | 2 | 5 | 5:11  | 8    |
| 10.    | Pacatuba   | 9    | 0 | 1 | 8 | 2:24  | 1    |

|  | Promotie   |
|  | Degradatie |

### Kampioen
| Campeonato Cearense de 2021 - Série B |
| Ceará                                 |
| ------------------------------------- |
| MARACANÃ Kampioen (2° titel)          |